# Van Mijenfjorden
El Van Mijenfjorden és un fiord que es troba a l'illa de Spitsbergen, a l'arxipèlag de Svalbard. Fa uns 50 km de llargada i uns 10 km d'amplada. Es troba al braç del nord de Bellsund i limita amb Nordenskiöld Land al sud i amb Nathorst-Land al nord. En el seu extrem nord-est hi ha la badia de Braganzavågen (que rep el nom d'Aldegonda, Princesa de Bragança, que va prendre part en una expedició a Spitsbergen el 1892) on hi ha l'assentament miner de Sveagruva. El seu extrem nord-est es diu Rindersbukta (per Michiel Rinders, un capità balener danès).
El Van Mijenfjorden té la seva entrada tancada per l'illa Akseløya, només dues petites entrades el connecten a l'oceà Àrtic. Per això les aigües d'aquest fiord són relativament calmades i es glacen a l'hivern relativament aviat, cosa que fa impossible l'exportació del carbó de la mina de Sveagruva durant l'hivern.
Adolf Erik Nordenskiöld va voler dedicar aquest fiord a Willem Van Muyden, el cap de la flota balenera danesa entre el 1612 i el 1613, però es va equivocar en escriure el cognom d'aquest i continua escrit incorrectament actualment. Van Muydenbukta, una badia al nord de Bellsund, duu el nom escrit correctament.